# Uilleam, 5. Earl of Ross
Uilleam, 5. Earl of Ross (anglisiert William Ross, 5. Earl of Ross) (* 1315 oder 1316; † 9. Februar 1372 in Delny) war ein schottischer Adliger.

## Herkunft und Jugend
Uilleam entstammte der schottischen Familie Ross, die sich nach Ross in den Highlands benannte. Er war der älteste Sohn von Aodh, 4. Earl of Ross und von dessen ersten Frau Maud Bruce. Der Überlieferung nach befand er sich im norwegischen Exil, als sein Vater 1333 während des Zweiten Schottischen Unabhängigkeitskriegs im Kampf gegen die Engländer fiel. Am 17. Mai 1336 trat Uilleam offiziell als Earl of Ross sein Erbe an.

## Dienst als Militär
1339 spielte Ross bei der Rückeroberung von Perth von den Engländern eine wichtige Rolle. Im Oktober 1346 zog er sich jedoch den Ärger von König David II. zu, als er mit seiner Streitmacht nach Perth kam, den Sammelplatz, von wo der König eine Armee zu einem Angriff nach England führen wollte. Ross ließ in Perth Ranald Macruarie, den Anführer des Aufgebots von den Hebriden ermorden, mit dem er im Streit um Ländereien in Kintail lag. Anschließend verließ er mit seinen Männern die schottische Armee und nahm deshalb nicht an der Schlacht von Neville’s Cross teil, in der der König in Gefangenschaft geriet. Wegen des Mords kam es nie zu einer Verurteilung.

## Oppositionelle Haltung zur Politik des Königs

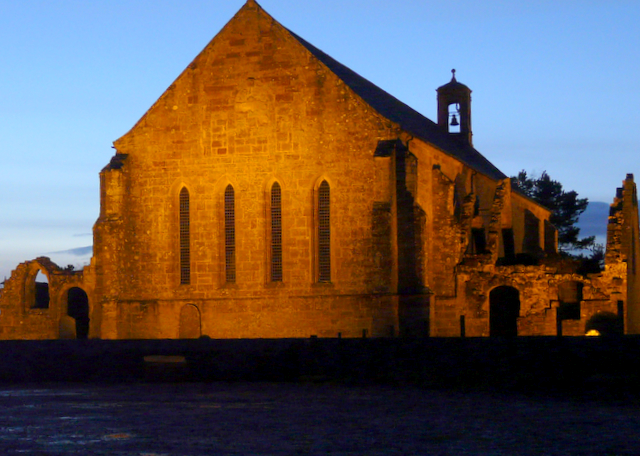
Die unter Uilleam, 5. Earl of Ross neu errichtete Abteikirche von Fearn in Ross-shire

Erst 1357 konnte König David II. seine Freilassung erreichen. Nach einer Vereinbarung vom 8. Mai 1358 sollte Ross als Geisel für die Zahlung des Lösegelds für den König dienen, doch möglicherweise wurde eine andere Geisel gestellt, denn Ross nahm am 12. November 1358 und am 26. Oktober 1359 an den schottischen Parlamenten teil. Als mächtiger nordschottischer Magnat war Ross mit der Familie Steward verbündet, und zusammen mit seinem Schwiegervater John MacDonald, Lord of the Isles gehörte er der sogenannten Highland Party an, die in Opposition zur Politik des Königs stand.

## Nachkommen und Erbe
Ross hatte Mary, eine Tochter von John MacDonald, Lord of the Isles geheiratet. Für diese Ehe erhielt er am 25. Mai 1342 einen päpstlichen Dispens. Mit Mary hatte er mindestens einen Sohn und zwei Töchter:
- Uilleam († 1357)
- Euphemia Ross († vor 1399) ⚭ Sir Walter Leslie
- Janet Ross ⚭ Sir Alexander Fraser

Da sein einziger Sohn William vor ihm kinderlos gestorben war, setzte Ross seinen Halbbruder Hugh of Balnagown als Erben ein. Angesichts der oppositionellen Haltung von Ross hatte König David II. jedoch gegen dessen Willen vor 1366 die Heirat seiner Tochter Euphemia mit Sir Walter Leslie arrangiert, der ein verlässlicher Gefolgsmann des Königs war. Ross sah sich 1370 schließlich gezwungen, das Earldom Ross und die Herrschaft Skye der Krone zu übergeben. Er erhielt die Gebiete als Lehen unter der Bedingung zurück, dass gemäß dem Feudalrecht Euphemia seine Erbin sei. Als 1371 sein Schwager Robert the Steward als Robert II. neuer schottischer König wurde, beschwerte sich Ross bei ihm über diese Erbfolgeregelung. Der neue König behielt jedoch die Regelung bei. Ross jüngere Tochter Janet erbte den Teil des Buchan-Erbes, den sein Onkel John Ross durch Heirat erworben hatte und der nach dessen Tod an Uilleam Ross gefallen war. Ross wurde vermutlich in der Familienstiftung Fearn Abbey beigesetzt, deren Klosterkirche unter ihm neu errichtet wurde.